# Aubòrn
Aubòrn (en francès Aubord) és un municipi francès situat al departament del Gard i a la regió d'Occitània.